# Marcelle Capy
Pour les articles homonymes, voir Marquès et Capy.
Marcelle Capy, pseudonyme de Marcelle Marquès, née le 16 mars 1891 à Cherbourg et morte le 5 janvier 1962 à Pradines (Lot), est une journaliste, écrivaine, militante syndicaliste, pacifiste et féministe libertaire française,.
Elle est directrice de la Ligue des droits de l'homme, et cofondatrice de l'hebdomadaire La Vague.
Dans ses livres, ses conférences, ses articles, elle soutient un triple combat : pour la paix en dénonçant l'horreur et l'absurdité de la guerre ; féministe en soulignant le rôle fondamental des femmes dans la société moderne qu'a révélé la Première Guerre mondiale et socialiste libertaire de caractère surtout moral et philosophique, en prônant le devoir de solidarité. Elle pratique un journalisme d'immersion avant l'heure, travaillant à la chaîne dans une fabrique de moteurs d'avions, sur les soudures pour les ampoules électriques, ou encore comme poissonnière aux Halles.

## Biographie

### Origines familiales et formation
Les parents de Marcelle Eugénie Marie Marquès sont issus de familles paysannes de Pradines, près de Cahors (Lot). Elle est la deuxième d'une famille de quatre filles. Son père, Jean Marques, est officier d'artillerie et de marine. Elle grandit là, dans le Lot, près d'un grand-père attaché à la terre. C'est aussi là qu'elle vit ses dernières années.
Elle a adopté comme pseudonyme Capy, le nom patronymique de sa mère, Gabrielle Marceline Capy mais aussi celui de son grand-père maternel, ami de Léon Gambetta, également originaire de Cahors.
Elle fait des études secondaires au lycée de jeunes filles de Toulouse, puis entre en classe préparatoire à l'École normale supérieure de Sèvres dans le même lycée. À 18 ans, elle rencontre Jean Jaurès à Toulouse et décide qu'elle sera écrivaine, journaliste et militante. « J'ai compris que les mots nous ont été donnés pour aider ceux qui sont malheureux. Je me sentais enragée de justice. »
Elle épouse Henri Pierre Alexandre Cachet le 30 avril 1912 ; ils divorcent en 1914.

### La Première Guerre mondiale

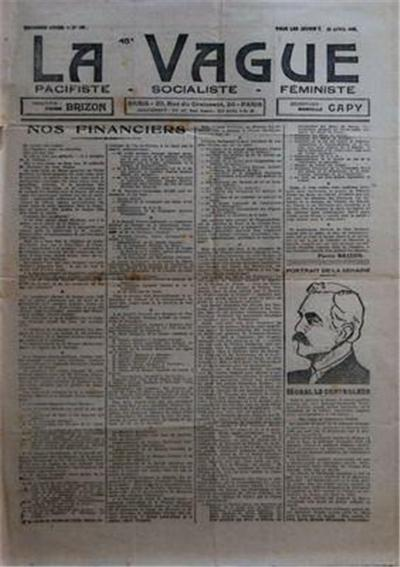
La Vague (date illisible).

Elle collabore à La Voix des femmes et à La Bataille syndicaliste dont elle démissionne avec Fernand Desprès (en), en août 1915, en raison de la ligne d'Union sacrée adoptée par le journal,.
En 1916, elle publie, sous le nom de Marcelle Capy, son premier ouvrage, préfacé par Romain Rolland, Une voix de femme dans la mêlée. C'est un vibrant plaidoyer contre la guerre et l'ouvrage est victime de la censure. Sa correspondance est alors surveillée par la police. Son pacifisme affiché, en pleine guerre, l'oblige à démissionner en août 1915 de La Bataille syndicaliste, qui ne partage pas ses positions. Séverine, la doyenne des femmes journalistes, lui apporte son soutien. Marcelle Capy écrit alors pour Les Hommes du jour et Le Journal du peuple.
Entre novembre 1917 et janvier 1918, elle travaille anonymement dans une usine d'armement et publie son témoignage dans le journal La Voix des Femmes : « La journaliste Marcelle Capy, qui a enquêté sur les conditions de travail de la femme dans les usines d'armement, a été impressionnée par l'effort demandé aux femmes, notamment aux contrôleuses d'obus qui, onze heures par jour, manipulent 2 500 obus de 7 kilos, soit 35 tonnes. S'essayant à ce labeur pour tester ses capacités, Marcelle Capy doit déclarer forfait : “Au bout de trois quarts d'heure, je me suis avouée vaincue. J'ai vu ma compagne toute frêle, toute jeune, toute gentille dans son grand tablier noir, poursuivre sa besogne. Elle est à la cloche depuis un an. 900 000 obus sont passés entre ses doigts. Elle a donc soulevé un fardeau de 7 millions de kilos.” En ce qui concerne le salaire des femmes, la formule à travail égal salaire égal est partout bafouée. Dans une fabrique d'obus, un garçon de 15 ans touche de 12 à 15 francs et une mère de famille de 5 à 6. Les patrons osent justifier de telles différences en invoquant l'allocation touchée par les femmes de mobilisés »,,.
Le 5 janvier 1918, elle est parmi les fondateurs de l'hebdomadaire antimilitariste La Vague, dont elle assure le secrétariat de rédaction, et la direction politique avec le député socialiste Pierre Brizon (1878-1923) qu'elle épouse en 1922. L'hebdomadaire, fondamentalement socialiste et pacifiste, conquiert rapidement une large audience. Les articles de Marcelle Capy devenant incompatibles avec le ligne du journal, elle quitte La Vague et Pierre Brizon en 1923.
La journaliste Séverine est intéressée par ses articles et demande à la rencontrer. Elles deviennent amies.

### L'entre-deux-guerres
En 1925, elle écrit L'amour Roi et son ouvrage majeur Des hommes passèrent…, couronné du prix Séverine de l'Association des femmes journalistes. Ce roman raconte le passage, dans les familles de Pradines, de prisonniers allemands venus remplacer, aux travaux de la ferme, les hommes partis au front.
Elle rencontre Henri Barbusse, Romain Rolland, Joseph Caillaux et Anatole de Monzie. Elle donne des conférences en Europe, aux États-Unis, au Canada.
Au début des années 1930, elle participe à la Ligue internationale des combattants de la paix (LICP) , dont elle est « responsable de la propagande » et pour laquelle elle donne des conférences avec Robert Jospin. Son discours À bas les armes, prononcé en congrès de mars 1932, devant, entre autres, Albert Einstein, Georges Duhamel et Heinrich Mann, est applaudi à tout rompre. Elle voyage beaucoup pour ces conférences, à travers l'Europe, aux États-Unis et au Canada. Il semble qu'elle se soit rendue également en URSS et donne des conférences sur La vie en URSS.
En 1934, elle publie Femmes seules, un roman découpé en trois saisons.
En 1936, « voyant que tout cela recommence », elle republie, à compte d'auteur, Une voix de femme dans la mêlée avec le texte complet qui avait été censuré en 1916.

### LaSeconde Guerre mondialeet après
Bien qu'elle ait été membre du bureau de la Ligue internationale contre l'antisémitisme au début des années 1930, elle écrit pendant l'Occupation dans L'Effort, quotidien socialiste fondé en août 1940 et rallié au régime de Vichy, et Germinal, revue hebdomadaire fondée en 1944 et proche de la Collaboration, où écrit aussi Robert Jospin.
Après la guerre, elle écrit deux romans : La vie tient à un fil et L'Égypte au cœur du monde, qu'elle rapporte d'un voyage chez sa sœur aînée, Jeanne Marques, journaliste et conférencière liée aux milieux intellectuels et artistiques progressistes égyptiens.
Elle participe aussi à la fondation du Comité national de résistance à la guerre et à l'oppression (CNRGO) de Félicien Challaye et Émile Bauchet en 1951.
Antiraciste, elle était membre de la Ligue des droits de l'homme (dont elle a été un temps directrice) et avait rejoint la LICRA. Cependant, en 1944, en raison de ses silences complices durant l'Occupation, la LICRA, la classera parmi les traîtres. En 1951, elle est parmi les membres fondateurs du Comité national de résistance à la guerre et à l'oppression.
Elle meurt en 1962 à l'âge de 70 ans.

## Hommages
Séverine dit d'elle dans La Vie féminine du 2 juillet 1916 : « Jeune, robuste, frémissant d'amour pour la détresse humaine et de révolte contre qui l'exploite, elle se jette à tout instant dans la mêlée ».
Son roman Des hommes passèrent reçoit le prix Séverine en 1932.
Une rue du quartier de Lalande, à Toulouse, et une place de Pradines portent son nom.

## Publications

### Ouvrage
- Une voix de femme dans la mêlée, Paris, Éd. Paul Ollendorf, 1916[27].
- La défense de la vie, Paris, Éd. Ollendorf, 1918[28].
- L’Amour roi, Paris, Société mutuelle d’édition, 1925[29].
- Des hommes passèrent..., Éd. du Tambourin, 1930[30].
- À bas les armes ! : discours prononcé au cours de la Croisade de la Paix organisée par la Ligue internationale des combattants de la paix, Paris, Patrie humaine, 1932[31].
- De l'amour du clocher à l'amour du monde, conférence au groupe républicain lotois à Paris, Paris, Éd. Brutus, 1932.
- À bas les armes !, Paris, LICP, 1933[32].
- Femmes seules, Paris, Éd. Marqués, 1934.
- Du côté du soleil, Alger', Éd. Braconnier Frères, 1935.
- Avec les travailleurs de France, Paris, édité par l'auteur, 1937.
- Femmes seules, Tarbes, Éd. Hunault, 1939.
- L'Égypte au cœur du monde, Paris, Éd. Denoël, 1950.
- L'homme et son destin, conférence donnée à la salle de la Société de Géographie, Paris, Éd. de l'école addéiste, 1951.

### Préface
- Alexandra Kollontai, La Femme nouvelle et la Classe ouvrière, Bruxelles, l'Eglantine, 1932[33].

### Article
- « L'usine de la Lampe Osram. Ce que j'ai vu », La Bataille syndicaliste, 3 octobre 1913[34].
- « Filature du coton », La Bataille syndicaliste, 9 avril 1914 (texte intégral).
- Six articles de 1913 et 1914[Où ?] (texte intégral).
- "La boite de conserve" dans La Vague, 25 septembre 1919[35]